# The Alesha Show
The Alesha Show – drugi album studyjny wydany przez brytyjską wokalistkę Aleshę Dixon, a pierwszy który sygnowano pełnym imieniem i nazwiskiem artystki (poprzedni sygnowano jako "Alesha"). Płyta wydana została dnia 24 listopada 2008 w Wielkiej Brytanii. Dzięki popularności pierwszego singla "The Boy Does Nothing", miejsce #5 na notowaniu UK Singles Chart album został odznaczony złotem w rodzimym kraju wokalistki.
Fizyczna kopia brytyjskiej wersji albumu uruchamia dostęp do witryny iTunes Store, która umożliwia pobranie dwóch darmowych nagrań, "Welcome To The Alesha Show" (w wersji pełnej) oraz "I Don't Wanna Mess Around".

## Lista utworów
1. "Welcome To The Alesha Show" (Alesha Dixon, Marsha Ambrosius & Y. Mace) — 0:26
2. "Let's Get Excited" (Alesha Dixon, T. Harrell, S. Hall & T. Herfindal) — 3:18
3. "Breathe Slow" (Carsten Schack, Kenneth Karlin & Harold Lilly) — 4:13
4. "Cinderella Shoe" (Miranda Cooper, Alesha Dixon, Brian Higgins, Carla-Marie Williams & Nick Coler) — 2:41
5. "The Boy Does Nothing" (Miranda Cooper, Alesha Dixon, Brian Higgins & Carla-Marie Williams) — 3:34
6. "Chasing Ghosts" (Alesha Dixon & Steve Brooker) — 3:43
7. "Play Me" (Miranda Cooper, Alesha Dixon, Brian Higgins, Jon Shave, Toby Scott, Jason Rech & Kieran Jones) — 3:36
8. "Hand It Over" (Alesha Dixon, Harvey Mason Jr., Warren Felder, James Fauntleroy II & F. Storm) — 3:35
9. "Do You Know The Way It Feels" (Diane Warren & Steve Lipson) — 4:04
10. "Can I Begin" (Alesha Dixon, A. Shuckburgh, Amanda Ghost & Ian Dench) — 3:32
11. "Italians Do It Better" (Miranda Cooper, Alesha Dixon, Brian Higgins, Jason Resch, K. Jones & Tim Powell) — 4:10
12. "Ooh Baby I Like It Like That" (Miranda Cooper, Alesha Dixon, Brian Higgins & S. Collinson) — 3:45
13. "Don't Ever Let Me Go" (Miranda Cooper, Nick Coler, Alesha Dixon, Brian Higgins, Tim Powell, Angus Stone & Julia Stone) — 3:44
14. "I'm Thru / Mystery (Utwór ukryty)" (Miranda Cooper, Brian Higgins, Matt Gray & Owen Parker/Miranda Cooper, Nick Coler, Alesha Dixon, Matt Gray, Brian Higgins & Tim Powell) — 8:56
Brytyjska wersja iTunes
15. "Welcome To The Alesha Show (wersja pełna)" (Brytyjski utwór bonusowy  iTunes) (Alesha Dixon, Marsha Ambrosius & Y. Mace) — 3:18
16. "I Don't Wanna Mess Around" (Brytyjski utwór bonusowy  iTunes) — 3:47

## Pozycje na listach
| Lista (2008r.)                    | Najwyższa Pozycja | Certyfikaty | Sprzedaż |
| --------------------------------- | ----------------- | ----------- | -------- |
| Finlandia (Finland Albums Top 40) | 7                 | -           | 27,000   |
| Francja                           | 39                | -           | 20,000   |
| Wielka Brytania (UK Albums Chart) | 12                | Złoto       | 100,000  |